# Auferstehungskirche (Berlin-Charlottenburg)

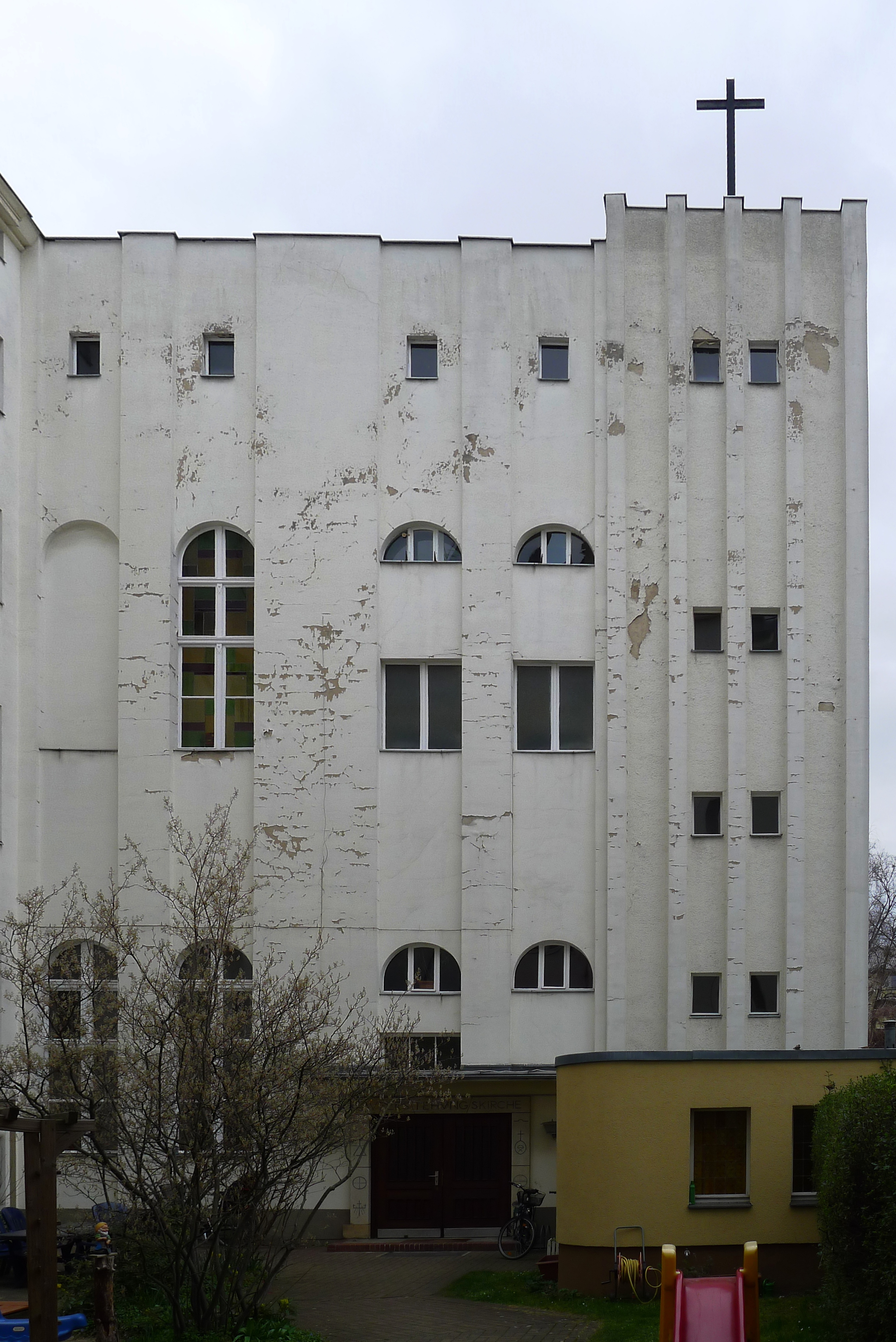
Auferstehungskirche

Die Auferstehungskirche ist eine denkmalgeschützte Evangelisch-methodistische Kirche in der Kaiser-Friedrich-Straße 87 im Berliner Ortsteil Charlottenburg des Bezirks Charlottenburg-Wilmersdorf.
Die Evangelisch-methodistische Kirche besteht im Berliner Distrikt seit 1857. Ab 1906 wurde Gottesdienst in der Christus-Kirche in Berlin-Kreuzberg gefeiert. In Charlottenburg fand 1896 die erste Versammlung der Gemeinschaft statt. Die Gemeinde erwarb 1922 das von dem Architekten Hermann Günther 1893/1894 in der Kaiser-Friedrich-Straße 87 errichtete Gebäude, ursprünglich das Logenhaus der Kaiser-Friedrich-Loge. Im Hinterhaus wurde der Kirchensaal eingeweiht. Seit 1994 finden dort auch Gottesdienste der englischsprachigen Gemeinde statt.